# Heterodoassansia morotiana
Heterodoassansia morotiana är en svampart som först beskrevs av George Lorenzo Ingram Zundel, och fick sitt nu gällande namn av Vánky 1993. Heterodoassansia morotiana ingår i släktet Heterodoassansia och familjen Doassansiaceae.   Inga underarter finns listade i Catalogue of Life.